# Cilly Dartell
Cilly Dartell, officiële naam Priscilla Maria Regina Veltmeijer (Kortenhoef, 27 oktober 1957 – Amsterdam, 6 december 2023), was een Nederlands presentatrice. Ze is vooral bekend geworden door het programma Hart van Nederland, dat zij van 1996 tot 2012 presenteerde, en door het programma Shownieuws.

## Levensloop
Dartell werd geboren als Cilly Veltmeijer. Ze heeft van 1974 tot 1990 in het theater gestaan, eerst bij diverse cabaretgroepen en theatergezelschappen zoals Cabaret Nar. Later maakte ze de overstap naar de musical. Zo speelde ze onder meer een hoofdrol in de Annie M.G. Schmidt-musical De dader heeft het gedaan, en was ze te zien in de musical Grease.
Dartell sprak verder tal van commercials, tekenfilms en documentaires in. In 1990 maakte ze de overstap naar de journalistiek, maar speelde in 1992 nog een gastrol in de politieserie Bureau Kruislaan van de VARA. Tot 1996 was zij te horen in culturele radioprogramma's op Radio 1 en Radio 2 en maakte ze televisieprogramma's voor de AVRO. In 1996 vertrok Dartell naar de commerciële omroep, waar ze voor SBS6 Hart van Nederland en Shownieuws presenteerde. Tevens bedacht en produceerde ze musicalspecials. In 1998 was ze als een cameo als verslaggeefster in de film De trip van Teetje.
Van januari 2013 tot en met mei 2014 presenteerde ze het televisieprogramma Studio MAX Live, samen met Frank du Mosch.

## Persoonlijk leven en overlijden
Dartell was sinds 1985 getrouwd en had twee zoons. Ze woonde gedurende een aantal jaar van haar leven in Florida en Dubai. 
In 2020 maakte ze bekend dat er, net als in 2016, longkanker bij haar was geconstateerd, naar eigen zeggen veroorzaakt door roken. Ze overleed op 6 december 2023 aan de gevolgen van deze ziekte. Kort voor haar overlijden keerde ze vanuit de VS terug naar Nederland, in de hoop gemakkelijker euthanasie te kunnen krijgen. Op 13 december was de uitvaart vanuit “De Duif” aan de Prinsengracht en ging over de grachten naar haar laatste rustplaats Zorgvlied.